# 奥南村 (愛媛県北宇和郡)
奥南村（おくなむら）は、1955年（昭和30年）まで愛媛県南予地方の北宇和郡にあった村。
宇和海に突き出し法花津湾（法華津湾）と宇和島湾との境をなす半島の、突端の村であった。昭和の合併で吉田町、さらに平成の合併で宇和島市となり、現在に至っている。

## 地理
宇和海に突き出し法花津湾（法華津湾）と宇和島湾との境をなす半島の突端。西は宇和海に面し、東を玉津村、喜佐方村、吉田町に接する。
岬
大良鼻
村名の由来
明治の合併の際、奥浦、南君の一字ずつ取って付けた合成地名。

## 歴史
藩政期
- 宇和島藩領。南君は後に伊予吉田藩領。

奥南村成立以降
- 1889年（明治22年）12月15日 - 町村制施行時に奥浦（おくうら）、南君村（なぎみむら）の2箇村が合併し、奥南村成立。北宇和郡に属する。
- 1955年（昭和30年）3月1日 - 吉田町、喜佐方村、立間村、玉津村、高光村高串の一部（知永）と合併して吉田町となり、奥南村は自治体としては消滅。

```
奥南村の系譜
（町村制実施以前の村）　（明治期）　　　　　　（昭和の合併）　　　　　　　　　　　　　（平成の合併）
　　　　　　　　　　　町村制施行時
奥浦　━━━┓
　　　　　　┣━━━━━　奥南村　━━━━━━━━━━━━━┓
南君　━━━┛　　　　　　　　　　　　　　　　　　　　　　　┃い
　　　　　　　　　　　　　　　　　　　　　　あ　　　　　　　┣━━━━━━━━━━┓
　　　　　　　　　　　　　吉田町　━━━━━┳━━━━━━━┫　　　　　　　　　　┃
　　　　　　　　　　　　立間尻村　━━━━━┛　　　　　　　┃　　　　　　　　　　┃
　　　　　　　　　　　　喜佐方村　━━━━━━━━━━━━━┫　　　　　　　　　　┃
　　　　　　　　　　　　　立間村　━━━━━━━━━━━━━┫　　　　　　　　　　┃
　　　　　　　　　　　　　玉津村　━━━━━━━━━━━━━┫　　　　　　　　　　┃
　　　　　　　　　　　　　高光村　━━━━━━━━━━━━━┻┓　　　　　　　　　┃
　　　　　　　　　　　　　　　　　　　　　　　　　　　　　　う┃　　　　　　　　　┃
　　　　　　　　　　　　　　　　　　　　　　　　　　　　　　　┃　　　　　　　　　┃お
　　　　　　　　　　　　　　　　　　　　　　　　　　　　　　　┃え　　　　　　　　┣━　宇和島市（新）
　　　　　　　　　　　　　　　　　　　　　　　　宇和島市　━━┻━━━━━━━━━┫
　　　　　　　　　　　　　　　　　　　　　　　　　三間町　━━━━━━━━━━━━┫
　　　　　　　　　　　　　　　　　　　　　　　　　津島町　━━━━━━━━━━━━┛

あ - 1938年（昭和13年）2月11日、立間尻村を吉田町に編入
い - 1955年（昭和30年）3月1日、合併
う - 1955年（昭和30年）3月1日、高光村のうち知永を合併
え - 1955年（昭和30年）3月31日、高光村を宇和島市に編入
お - 2005年（平成17年）8月1日、新設合併
（注記）「吉田町」以下の合併以前の系譜については、それぞれの市町村の記事を参照のこと。

```

## 地域
旧2箇村がそのまま大字となった。吉田町成立後も同様。2005年に宇和島市になってからは、「宇和島市吉田町」の後に「大字」の表記を省き、旧大字名を付けて表記することとなった（例: 宇和島市吉田町奥浦）。
村の役場は奥浦に設置。

## 産業
農業
漁業2対農業1程度の割合で、漁業のウェイトの方が高かった。柑橘、桑などを産する。
漁業
鰯、イカなどを獲る。

## 交通
- 最寄り駅 - 国鉄予讃本線 立間駅
- 奥南運河